# Kara-indasz
Kara-indasz – władca Babilonii z dynastii kasyckiej. Według Kroniki synchronistycznej miał on być współczesny władcy asyryjskiemu Aszur-bel-niszeszu (ok. 1417-1409 p.n.e.), z którym zawrzeć miał traktat pokojowy.
Wzniósł nową świątynię bogini Inanny w Uruk. W swych inskrypcjach budowlanych nazywa siebie „królem Babilonu, królem Sumeru i Akadu, królem Kasytów, królem Karduniasz”. Według jednego z listów z Amarna wymieniał korespondencję z jednym z faraonów egipskich.